# Arkansas County
Das Arkansas County ist ein County im US-amerikanischen Bundesstaat Arkansas. Im Jahr 2010 hatte das County 19.019 Einwohner und eine Bevölkerungsdichte von 7,4 Einwohnern pro Quadratkilometer. Mit DeWitt und Stuttgart verfügt das County über zwei Verwaltungssitze (County Seats).

## Geografie
Das County liegt im Osten von Arkansas, etwa 40 km westlich des Mississippi, der die Grenze zum benachbarten Bundesstaat Mississippi bildet. Im Süden erstreckt sich das County bis zum linken Ufer des unteren Arkansas River. Das Arkansas County hat eine Fläche von 2678 Quadratkilometern, wovon 117 Quadratkilometer Wasserfläche sind. Es grenzt an folgende Countys:
| Lonoke County    | Prairie County | Monroe County   |
| Jefferson County |                | Phillips County |
| Lincoln County   | Desha County   |                 |

## Geschichte
Möglicherweise streifte Hernando de Soto bei seiner Erkundung des Mississippi 1541–43 das heutige County an der Stelle der Menard-Hodges Mounds (3AR4). Im Jahr 1686 etablierte der französische Expeditionsführer Henri de Tonti einen Handelsposten bei einer Siedlung der hier lebenden Quapaw. Hier steht heute das Arkansas Post National Memorial. Das einzige Gefecht während des amerikanischen Unabhängigkeitskriegs westlich des Mississippi wurde im April 1773 in diesem County geschlagen; bei der Schlacht von Arkansas Post standen sich spanische und britische Truppen gegenüber. Die ältesten Aufzeichnungen finden sich im County Courthouse in Stuttgart, datieren aus 1796 und sind in Spanisch abgefasst. Das Arkansas County wurde am 13. Dezember 1813 gebildet, ist das älteste County in Arkansas und hat eine lange Geschichte hinter sich. Es umfasste damals zwei Drittel des heutigen Arkansas und Teile des östlichen Oklahomas. Benannt wurde es laut der Encyclopedia of Arkansas nach der ins Französische übersetzten Bezeichnung der Quapaw für den Arkansas River, die “Riviere d’Ozark” lautete. Als 1819 das Arkansas-Territorium gebildet wurde, einigte man sich auf Arkansas Post als Hauptstadt. Am 20. November 1819 brachte der aus New York stammende William Woodruff die erste Ausgabe der Arkansas Gazette heraus, die hier bis zum 24. November 1821 aufgelegt wurde und dann mit der Hauptstadt nach Little Rock zog. Das bedeutendste Gefecht während des Sezessionskriegs im County war die Schlacht um Fort Hindman im Januar 1863, die Teil des zweiten Vicksburg-Feldzuges war. Im Jahr 1877 gründete der aus Stuttgart stammende lutheranische Geistliche Adam Buerkle eine Siedlung von Deutschamerikanern im County, die 1889 als eigenständige Gemeinde anerkannt und von ihm nach seiner Heimatstadt benannt wurde.

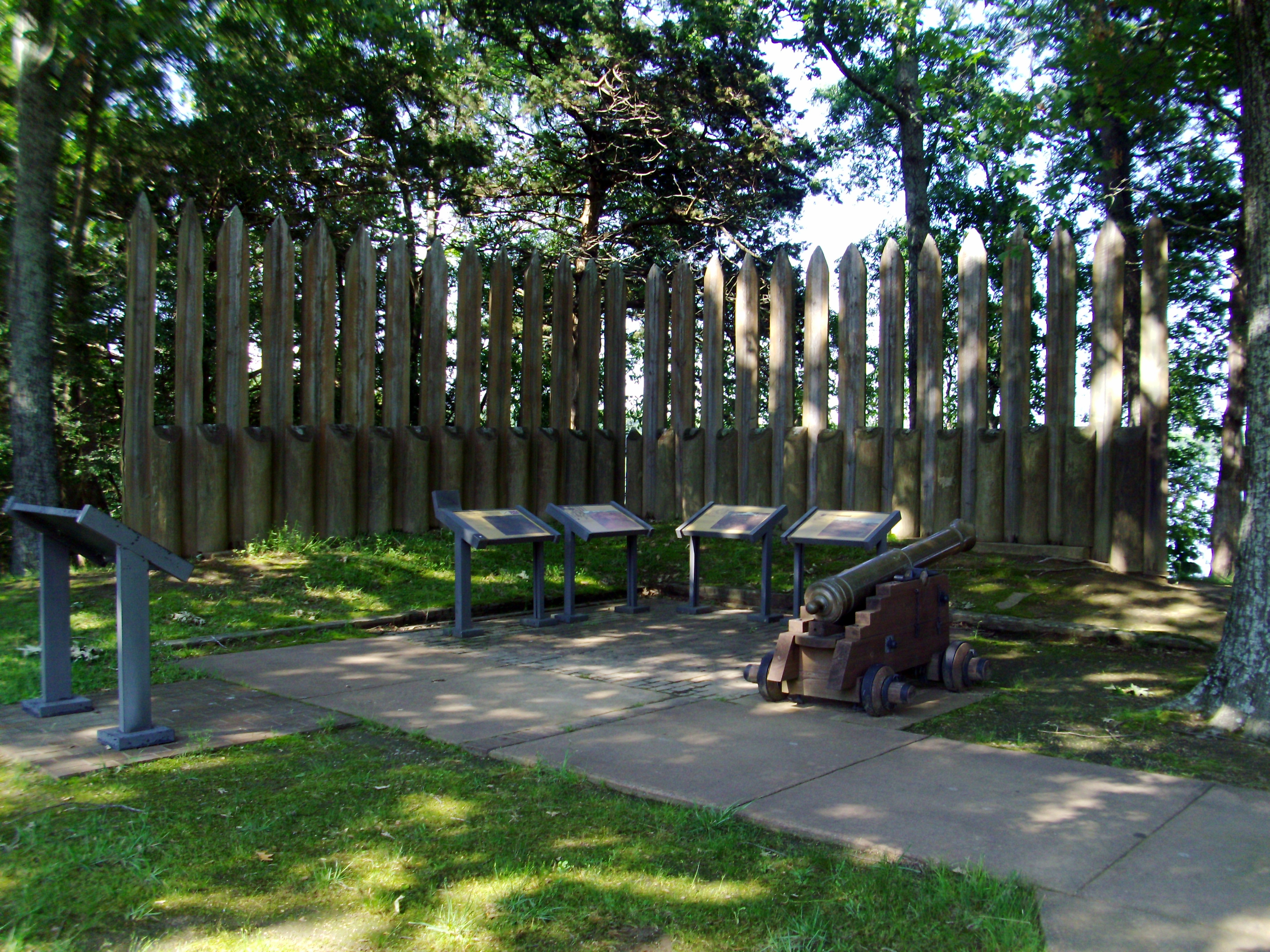
Das Arkansas Post National Memorial ist seit Oktober 1960 als National Historic Landmark anerkannt.

26 Bauwerke, Stätten und historische Bezirke (Historic Districts) des Countys sind im National Register of Historic Places („Nationales Verzeichnis historischer Orte“; NRHP) eingetragen (Stand 6. Februar 2022),  darunter haben die Menard-Hodges Mounds (3AR4) und das Arkansas Post National Memorial den Status von National Historic Landmarks („Nationale historische Wahrzeichen“).

## Sehenswertes
Besonders sehenswert sind das Stuttgart Agricultural Museum und das Arkansas Post County Museum mit ersten Artefakten der Besiedlung durch Europäer und das National Memorial in Gillett.

## Bevölkerung
Nach der Volkszählung im Jahr 2010 lebten im Arkansas County 19.019 Menschen in 7997 Haushalten. Die Bevölkerungsdichte betrug 7,4 Einwohner pro Quadratkilometer. In den 7997 Haushalten lebten statistisch je 2,34 Personen.
Ethnisch betrachtet setzte sich die Bevölkerung zusammen aus 72,9 Prozent Weißen, 25,0 Prozent Afroamerikanern, 0,3 Prozent amerikanischen Ureinwohnern, 0,5 Prozent Asiaten sowie aus anderen ethnischen Gruppen; 1,3 Prozent stammten von zwei oder mehr Ethnien ab. Unabhängig von der ethnischen Zugehörigkeit waren 3,0 Prozent der Bevölkerung spanischer oder lateinamerikanischer Abstammung.
23,1 Prozent der Bevölkerung waren unter 18 Jahre alt, 60,2 Prozent waren zwischen 18 und 64 und 16,7 Prozent waren 65 Jahre oder älter. 51,4 Prozent der Bevölkerung war weiblich.
Das jährliche Durchschnittseinkommen eines Haushalts lag bei 39.883 USD. Das Pro-Kopf-Einkommen betrug 23.570 USD. 17,0 Prozent der Einwohner lebten unterhalb der Armutsgrenze.

## Ortschaften im Arkansas County
Citys
- De Witt
- Gillett
- Humphrey1
- Stuttgart

Towns
- Almyra
- St. Charles

Unincorporated Communities
| - Bayou Meto - Benzal - Brummitt - Burks - Casscoe - Crocketts Bluff - De Luce - Ethel | - Farelly Lake - Goldman - Hagler - Holdridge - Hyden - Immanuel - Kittlers - La Grue Springs | - Lodge Corner - Lookout - Mayview - Medina - Nady - North Stuttgart - Olena - One Horse Store | - Preston Ferry - Sheppard Point (Arkansas) - Tichnor - Vallier - Van - Weber - Yoder |

1 – teilweise im Jefferson County

## Gliederung
Das Arkansas County ist in 17 Townships eingeteilt:
| Township            | Einwohner (2010) | FIPS     |
| ------------------- | ---------------- | -------- |
| Arkansas Township   | 92               | 05-90060 |
| Barton Township     | 210              | 05-90138 |
| Bayou Meto Township | 187              | 05-90168 |
| Brewer Township     | 50               | 05-90462 |
| Chester Township    | 260              | 05-90774 |
| Crockett Township   | 104              | 05-90963 |
| Garland Township    | 134              | 05-91425 |
| Gum Pond Township   | 9220             | 05-91563 |
| Henton Township     | 496              | 05-91668 |

| Township              | Einwohner (2010) | FIPS     |
| --------------------- | ---------------- | -------- |
| Keaton Township       | 892              | 05-92010 |
| La Grue Township      | 4489             | 05-92085 |
| McFall Township       | 102              | 05-92307 |
| Mill Bayou Township   | 550              | 05-92466 |
| Morris Township       | 702              | 05-92574 |
| Point Deluce Township | 202              | 05-92937 |
| Prairie Township      | 609              | 05-92973 |
| Stanley Township      | 720              | 05-93483 |

|  |